# Club dels Novel·listes
El «Club dels Novel·listes» és una col·lecció de novel·la en català que va ser fundada a Barcelona el 1955 dins l'editorial Aymà per Joan Oliver, que la va dirigir inicialment; Joan Sales, que havia començat la seva activitat editora a Mèxic i l'havia continuat a Catalunya com a director literari d'Ariel; Xavier Benguerel, que se’n farà càrrec juntament amb Sales en una etapa posterior, i gràcies al mecenatge de Fèlix Escala.
Amb la intenció de mantenir la literatura catalana viva, el «Club dels Novel·listes» neix en un moment de repressió, censura i desconcert, tant dels editors com dels mateixos escriptors, que dubtaven de l'existència d'un públic lector en llengua catalana. És fruit, per tant, d'una profunda convicció i voluntat de compromís amb la cultura pròpia.
L'any 1959 passa a anomenar-se «Club Editor» i queda a l'empara, exclusivament, de Benguerel i Sales, el qual n'assumirà la direcció fins a 1983, any de la seva mort. Com a director del «Club Editor», a Joan Sales se li atribueix una campanya força desigual pel que fa a la qualitat literària de les obres que va publicar, però és indubtable que la tasca que va dur a terme va tenir una importància cabdal per al manteniment d'un cert clima de normalitat cultural. Després de la desaparició de Sales, la seva dona, Núria Folch, n'assumeix la direcció fins a la seva mort, l'any 2010. Actualment, «Club Editor» és dirigida per la seva neta, Maria Bohigas Sales.

## Criteris editorials
Segons el mateix Joan Sales, els criteris del «Club dels Novel·listes» van ser viure del públic, és a dir, fer novel·les que fossin llegides de forma i manera que elles mateixes paguessin el cost de publicació i donessin rèdit als autors, sense haver de recórrer ni als premis ni als mecenes. L'altre criteri del club feia referència a qüestions morals: Sales, de conviccions catòliques, no va acceptar mai una novel·la que fes, per exemple, una apologia de l'homosexualitat.

## Llista d'obres de la col·lecció
| 1  | Xavier Benguerel                | El testament                                   |
| 2  | Noel Clarasó                    | Un camí                                        |
| 3  | Jordi Sarsanedas                | El martell                                     |
| 4  | Josep Ma Espinàs                | Tots som iguals                                |
| 5  | Joan Sales                      | Incerta glòria                                 |
| 6  | Antoon Coolen                   | El bon assassí (trad. Ferran Canyameres)       |
| 7  | Xavier Benguerel                | El viatge                                      |
| 8  | Noel Clarasó                    | Un benestar semblant                           |
| 9  | Blai Bonet                      | El mar                                         |
| 10 | Aurora Bertrana                 | Entre dos silencis                             |
| 11 | Nikos Kazantzakis (volum doble) | El Crist de nou crucificat (trad. Joan Sales)  |
| 12 | P. Boulle                       | El pont del riu Kwai (trad. Joan Oliver)       |
| 13 | Xavier Benguerel                | L'intrús                                       |
| 14 | Ferran de Pol                   | Érem quatre                                    |
| 15 | Dostoievski (volum triple)      | Els germans Karamazov (trad. Joan Sales)       |
| 16 | Nicolau M. Rubió                | No ho sap ningú                                |
| 17 | Llorenç Villalonga              | Bearn                                          |
| 18 | Lampedusa                       | El guepard (trad. L. Villalonga).              |
| 19 | Mercè Rodoreda                  | La Plaça del Diamant                           |
| 20 | Johan Falkberget                | La quarta vigília (trad. Joan Fuster)          |
| 21 | Llorenç Villalonga              | Desenllaç a Montlleó                           |
| 22 | Louis Delluc                    | El garrell (trad. Joan Sales)                  |
| 23 | J. Amat-Piniella                | K.L. Reich                                     |
| 24 | Maria Aurèlia Capmany           | La pluja als vidres                            |
| 25 | Alan Paton                      | Plora pàtria estimada (trad. Ramon Planas)     |
| 26 | Llorenç Villalonga              | L'hereva de Dona Obdúlia                       |
| 27 | Concepció G. Maluquer           | Gent del Sud                                   |
| 28 | Xavier Benguerel                | El pobre senyor Font                           |
| 29 | Anna Langfus                    | La sal i el sofre (trad. Ferran de Pol)        |
| 30 | J.D. Salinger                   | L'ingenu seductor (trad. Xavier Benguerel)     |
| 31 | Ramon Folch i Camarassa         | L'alegre festa                                 |
| 32 | Llorenç Villalonga              | Mort de dama                                   |
| 33 | Ramona Via                      | Nit de Reis (Diari d'una infermera de 14 anys) |
| 34 | Mercè Rodoreda                  | El carrer de les Camèlies                      |
| 35 | Rafael Tasis                    | Tres                                           |
| 36 | Ferran de Pol                   | Miralls tèrbols                                |
| 37 | Llorenç Villalonga              | Falses memòries                                |
| 38 | Ramon Folch i Camarassa         | El no                                          |
| 39 | Mercè Rodoreda                  | Jardí vora el mar                              |
| 40 | Ignazio Silone                  | Fontamara (Trad. Joan Fuster)                  |
| 41 | Ramon Folch i Camarassa         | Fi de setmana damunt l'herba                   |
| 42 | Sebastià Juan Arbó              | L'espera                                       |
| 43 | Noel Clarasó                    | L'altra ciutat                                 |
| 44 | Llorenç Villalonga              | La gran batuda                                 |
| 45 | Pere Espinosa                   | Societat anònima                               |
| 46 | Marçal Trilla                   | El basar màgic                                 |
| 47 | Sebastià Juan Arbó              | Tino Costa                                     |
| 48 | Joan Sales (volum triple)       | Incerta glòria                                 |
| 49 | Guillem Frontera                | Els carnissers                                 |
| 50 | Llorenç Villalonga              | La «Virreyna»                                  |
| 51 | Noel Clarasó                    | El suc i el bruc                               |
| 52 | Maria Aurèlia Capmany           | Vitrines d'Amsterdam                           |
| 53 | Maria dels Àngels Vayreda       | Encara no sé com sóc                           |
| 54 | Maria Antònia Oliver            | Cròniques d'un mig estiu                       |
| 55 | Llorenç Villalonga              | La Lulú                                        |
| 56 | Concepció G. Maluquer           | Gent del nord                                  |
| 57 | Mercè Linyan                    | L'eros de Piccadilly Circus                    |
| 58 | José María Cid-Prat             | Memòries d'un poca-vergonya                    |
| 59 | Rosa Maria Arquimbau            | Quaranta anys perduts                          |
| 60 | Ramon Planes                    | La terra té camins                             |
| 61 | Ramon Folch i Camarassa         | Les meves nits en blanc                        |
| 62 | Llorenç Villalonga              | Lulú regina                                    |
| 63 | Núria Mínguez                   | El món és una mentida                          |
| 64 | Maria Dolors Cortey             | En gris i rosa                                 |
| 65 | Llorenç Villalonga              | Les ruïnes de Palmira                          |
| 66 | Laura Massip                    | El cercle                                      |
| 67 | Joan Gomis                      | Desitjada Sumatra                              |
| 68 | Ramon Folch i Camarassa         | Tota una altra cosa                            |
| 69 | Joan Bodon                      | Catoia l'enfarinat (trad. Artur Quintana)      |
| 70 | Llorenç Villalonga              | Flo La Vigne                                   |
| 71 | Núria Mínguez                   | Una casa a les Tres Torres                     |
| 72 | Mercè Rodoreda                  | Mirall trencat                                 |
| 73 | Llorenç Villalonga              | Un estiu a Mallorca                            |